# Phiaris
Phiaris là một chi bướm đêm thuộc phân họ Tortricinae của họ Tortricidae.

## Các loài
- Phiaris acropryerana Bae, 2000
- Phiaris bipunctana (Fabricius, 1794)
- Phiaris castaneanum (Walsingham, 1900)
- Phiaris dolosana (Kennel, 1901)
- Phiaris electana (Kennel, 1901)
- Phiaris examinatus (Falkovitsh, 1966)
- Phiaris exilis (Falkovitsh, 1966)
- Phiaris hokkaidana Bae, 2000
- Phiaris komaii Bae, 2005
- Phiaris micana
- Phiaris mori (Matsumura, 1900)
- Phiaris morivora (Matsumura, 1900)
- Phiaris opacalis Bae, 2000
- Phiaris pryeranum (Walsingham, 1900)
- Phiaris semicremana (Christoph, 1881)
- Phiaris siderana (Treitschke, 1835)
- Phiaris subelectana (Kawabe, 1976)
- Phiaris toshiookui Bae, 2000
- Phiaris transversana (Christoph, 1881)
- Phiaris tsutavora (Oku, 1971)